# Marie Louise Antenucci
Marie Louise Antenucci (née en 1965) est une historienne et professeure de lycée française, auteure de plusieurs livres sur l'immigration des Italiens en Lorraine.

## Biographie
Marie Louise Antenucci obtient un doctorat en histoire à l'Université de Metz. Elle est actuellement professeur d'Histoire-Géographie au Lycée Alfred Mézières de Longwy, où elle enseigne également la discipline non linguistique qui est de l'histoire-géographie en italien (ESABAC).

## Publications
- Ritals ici, Lorrains là-bas, Serpenoise, 2009 (BNF 42081659)[1].
- Parcours d'Italie en Moselle, Serpenoise, 2004 (BNF 39981625).
- Un siècle d'images à Villerupt, Fensch Vallée, 1999 (BNF 40061142).
- « Le festival de Villerupt », dans Italiens  : 150 ans d'émigration en France et ailleurs, Editalie, 2011 (BNF 42447705).
- « 1940 en Lorraine : les Italiens sur les routes de l’exode », dans 1940, la France du repli: l'Europe de la défaite, Privat, 2001 (BNF 37636295).
- « L'intégration des Italiens : l'exemple des naturalisations au Xe », dans Lorraine, terre d'accueil et de brassage des populations, Presses universitaires de Nancy, 2001 (BNF 37653940)[2].